# アントラック・エア
アントラック・エア（Antrak Air）は、アクラに拠点を置くガーナの航空会社。拠点空港はアクラのコトカ国際空港。
2012年5月に航空機内で火事が起きた後、すべての運航を中止した。約2ヶ月後の8月に運航を再開した。

## 就航路線
2012年4月現在、以下の空港に就航している
- ガーナ
  - アクラ - コトカ国際空港
  - クマシ - クマシ空港
  - タマレ - タマレ空港
  - スンヤニ - スンヤニ空港
  - タコラディ - タコラディ空港

過去にはイギリス、ドイツ、南アフリカ共和国、サウジアラビアへの国際便も運行していた。

## 機材

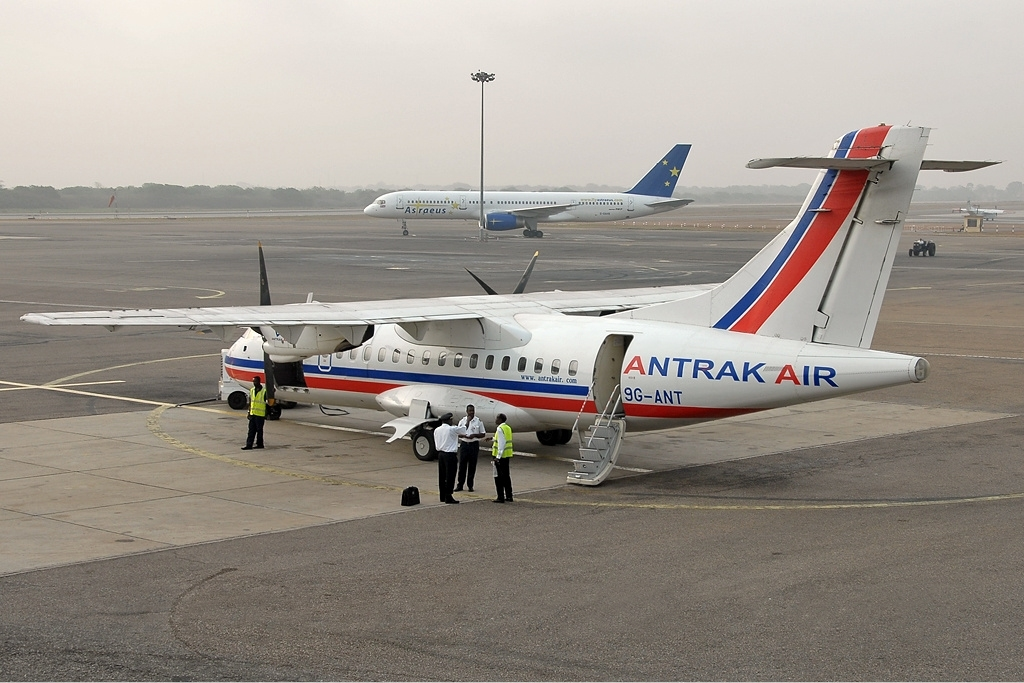
ATR 42

2012年8月現在、以下の機材を運用している。
- 2×ATR 72-500 (スウィフトエアからのウェットリース)[4]

## 事件・事故
- 2012年5月22日、タマレ空港からアクラのコトカ国際空港に出発予定だったATR 42から出火した。乗員4名、乗客33名は機体から逃げ無事だった[5]。
- 2013年8月16日、タマレ空港からアクラのコトカ国際空港に向けて離陸した。9000フィートまで上昇したとき、ATR 72の左エンジンの火災探知が作動した。左エンジンを停止し、タマレ空港に戻った。乗員、乗客は無事だった[6]。